# Malá Čalomija
Malá Čalomija este o comună slovacă, aflată în districtul Veľký Krtíš din regiunea Banská Bystrica. Localitatea se află la altitudinea de 151 m deasupra n.m., se întinde pe o suprafață de 6,41 km2 și în 2017 număra 208 locuitori. Se învecinează cu comuna Koláre.

## Istoric
Localitatea Malá Čalomija este atestată documentar din 1342.

## Demografie
| An:                | 1994 | 2004 | 2014    | 2024   |
| ------------------ | ---- | ---- | ------- | ------ |
| Număr de persoane: | 252  | 252  | 213     | 194    |
| Diferență:         |      | +0%  | −15,47% | −8,92% |

| An:                | 2023 | 2024   |
| ------------------ | ---- | ------ |
| Număr de persoane: | 185  | 194    |
| Diferență:         |      | +4,86% |